# شورش نصیری
شورش نصیری (۱۳۵۸ در سردشت) نقاش و هنرمند ایرانی است که در جشنوارهٔ هنرهای مختلف آسیایی که در کشور آذربایجان برگزار شده بود رکورد جدید اجرای نقّاشی را در کمتر از ۱ دقیقه، در دنیا و آسیا به نام خود ثبت کرد. او سریعترین نقاش آسیا است. نصیری تا اکنون ۲۵۷ مقام کشوری و آسیایی در جشنواره‌های مختلف هنری و همچنین طراحی‌های جالب و منحصر به فرد در مدارس و شاداب‌سازی محیط‌های آموزشی را کسب کرده است. او در حال حاضر ساکن شهر اشنویه است. تاکنون یک نقاشی ورزشی به طول ٨٣٠ متر به همراه دانش آموزان هنرستان فجر بوکان در مدت ٣٨ دقیقه طراحی کرده که این نقاشی رکورد طولانی‌ترین نقاشی ورزشی ایران و آسیا را بخود اختصاص داده است. همچنین شورش نصیری یک طرح با عنوان «محمد رسول الله» را به طول ٨٣٠ متر نقاشی و به تصویر کشیده است.
شورش نصیری در اربعین ۱۳۹۴ بزرگترین طرح «یاحسین» را در ارومیه به رشته تحریر درآورد.